# Война Чарли Уилсона
«Война Чарли Уилсона» (англ. Charlie Wilson's War) — американская биографическая картина режиссёра Майка Николса, последний фильм в его карьере. История о том, как во время Афганской войны конгрессмен от Техаса Чарльз Уилсон организовал финансирование тайной операции ЦРУ по поставке оружия афганским душманам (операция «Циклон»). Фильм снят по одноимённой книге Джорджа Крайла.

## Сюжет
Член Палаты представителей Конгресса США от Техаса Чарли Уилсон, любитель виски и хорошеньких помощниц, ведёт беззаботную жизнь лоббиста. Единственная его проблема — как избежать преследований прокурора за публичное употребление кокаина. В это время СССР вводит войска в Афганистан. Давняя подруга Уилсона, влиятельная аристократка, красавица и ярая антикоммунистка Джоанн Херринг (Джулия Робертс), заставляет его поехать в Пакистан и встретиться с президентом Зия-Уль-Хаком.
В Пакистане Уилсона везут в лагерь афганских беженцев. Потрясённый страданиями афганцев, Уилсон решает сделать все возможное, чтобы помочь силам сопротивления. В особенности его интересуют способы борьбы с вертолётами Ми-24, сеющими смерть и разрушения в афганских кишлаках.
Вернувшись в Вашингтон, Уилсон знакомится с офицером ЦРУ Гастом Авракотосом и его группой. Вместе они разрабатывают схему финансирования поставок оружия силам афганского сопротивления (операция «Циклон»). За несколько лет объём финансирования программы многократно возрастает. За эти деньги закупается современное оружие, в том числе ракеты «Стингер», позволяющие сбивать Ми-24. 

Завершается фильм на том, что после вывода советских войск Конгресс отказывается от дальнейшего социального финансирования афганской программы, тем самым посеяв в регионе семена будущего международного терроризма.

## Историческая основа фильма
В фильме представлены исторические лица:
- Чарльз Уилсон (Том Хэнкс) — член конгресса США от 2-го избирательного округа штата Техас
- Гаст Авракотос (Филип Хофман) — офицер ЦРУ, руководивший операцией «Циклон»
- Майкл Виккерс (Кристофер Денхам) — офицер ЦРУ, занимавшийся организацией и планированием поставок вооружений; в настоящее время — заместитель министра обороны США по специальным операциям
- Джоанн Херринг (Джулия Робертс) — политическая активистка из Хьюстона, вдохновительница и организатор помощи силам афганских моджахедов.
- «Док» Лонг (Нэд Битти) — конгрессмен, председатель подкомитета по зарубежным операциям Комитета по ассигнованиям Конгресса.
- Мухаммед Зия-уль-Хак (Ом Пури) — президент Пакистана.

## В российском прокате
Фильм не вышел в российский прокат. Права на фильм приобрела компания Universal Pictures International (UPI) Russia. По словам главы отдела кинопроката UPI Влада Ефремова, фильм был изъят из проката из-за «определённой направленности картины», в которой СССР был выставлен не в лучшем свете. В то же время генеральный директор UPI Евгений Бегинин объяснил отказ от проката фильма в России своими сомнениями относительно финансовой рентабельности. Источники также отмечали, что Федеральное агентство по культуре и кинематографии не накладывало ограничений на прокат фильма.
На Украине фильм занял третье место по объёму кассовых сборов.

## Награды и номинации
- 2008 — номинация на премию «Оскар» за лучшую мужскую роль второго плана (Филип Сеймур Хоффман)
- 2008 — пять номинаций на премию «Золотой глобус»: лучший фильм — комедия или мюзикл, лучшая мужская роль — комедия или мюзикл (Том Хэнкс), лучшая мужская роль второго плана (Филип Сеймур Хоффман), лучшая женская роль второго плана (Джулия Робертс), лучший сценарий (Аарон Соркин)
- 2008 — номинация на премию BAFTA за лучшую мужскую роль второго плана (Филип Сеймур Хоффман)